# Сухоборка (Кировская область)
Сухоборка — посёлок в Слободском районе Кировской области в составе Озерницкого сельского поселения.

## География
Находится на левом берегу реки Летка на расстоянии примерно 41 км на север от районного центра города Слободской.

## История
Известен с 1939 года. В 1950 году учтено 389 хозяйств и 1539 жителей. В 1989 году учтён 741 житель.

## Население
Постоянное население составляло 516 человек (русские 96 %) в 2002 году, 357 — в 2010.